# 手島優
手島 優（てじま ゆう、1982年〈昭和57年〉8月27日 - ）は、日本のタレント、女優、歌手、元グラビアアイドル。旧芸名は手嶋 ゆう。栃木県足利市出身。プラチナムプロダクション所属。特技は料理、水泳。

## 略歴
栃木県足利市で2兄の末娘として生まれる。実家は「手焼せんべい八幡屋」（八幡屋）という煎餅屋を営んでいたが2023年7月末で閉店した。足利市立山辺中学校卒業、群馬県の私立高校卒業。
幼い頃から芸能界に憧れて、10歳の時に劇団に入って活動する。一方で、様々なオーディションを受けていた。中学生の頃はお笑い芸人を目指して、同級生の女子とコンビを組んでいたことがあったが、相方に彼氏が出来たという理由でコンビは解散したという。高校時代には、自薦でプロダクションに入り、約3年間エキストラとして活動していた。この当時、テレビドラマ『名探偵保健室のオバさん』（テレビ朝日）に体育館で立っているシーンへ出演していたことを明かしている。
その後、グラビア活動を開始（開始した時期・年齢について、その都度食い違う場合がある。『週刊アサヒ芸能』2006年9月28日号に掲載されたプロフィールでは「2004年、短大を卒業後に極上ボディを引っさげグラビアデビュー」としているが、『週刊アサヒ芸能』（2011年10月20日号、徳間書店）に掲載されたテリー伊藤との対談ではテリーからグラビア活動開始時期を問われ「19歳の頃に東京の短大へ進み、グラビア活動を開始した」という旨の発言をしている。2012年の実年齢公表時、21歳でデビューしたことを明かしている）。2004年、『週刊ヤングジャンプ』（集英社）「ぷるるん選手権」読者投票1位を得て、初代グランプリを受賞。
2006年7月、台湾の台北市で行われた国際的イベントに出演した際「最も美しい理想的なバスト賞」を受賞し、現地メディアに多数取材をされ、台湾などでテレビ放映もされた。
2007年2月、「手嶋ゆう」から「手島優」に改名。沖縄県出身の知人に姓名判断をしてもらい、開運名を検討したことに基づく。
2008年3月、所属事務所をプラチナムプロダクションへ移籍することを公式ブログで発表した。6月、「日テレジェニック2008」に選ばれ、8月の北京オリンピックのサポーターガールを務める。12月、『ZAKZAK』（夕刊フジ、産業経済新聞社）のアイドル企画「ZAK THE QUEEN 2008」でグランプリを受賞。
2009年、『R-1ぐらんぷり』予選出場（1回戦突破）。
2010年6月、北條まみとMAOとユニット「爆乳ヤンキー」を結成。10月11日には、地元足利市で行われた「第30回記念足利市民スポーツフェスティバル」で一日市長を務めた。
2011年4月1日に地元の足利市の観光大使に任命された。同年8月からは「未来大使」にも任命された。
2012年7月29日、同日放送のテレビ番組『サンデージャポン』（TBSテレビ）にて、プロフィール上の年齢を実際より2歳下にしていたことを告白し、年齢詐称であることを明かした。これについて、前所属事務所時代の21歳（デビュー時）に、（事務所スタッフから）「グラビアは10代じゃないと」と言われた事に対し「2歳ぐらいサバ読ませてください」と言った事、グラビアの仕事で自ら申し出たという事が報じられている。番組では、事務所の先輩である岩佐真悠子に以前から相談した事を明かし、「30の節目だし、言おうと思った」と語った。その後、公式プロフィールの生年は訂正された。これにより、「日テレジェニック」に選ばれた年の「ミスマガジン」のフットサル賞を受賞した野口綾子と北京オリンピック民放キャンペーンのフジテレビ代表の平井理央アナウンサー（当時）とは同学年となる。
2019年5月、「NYouTuber」名義で発売した配信曲『ハミ乳パパラッチ』が、オリコンミュージックストアのデイリーダウンロードランキング、ウィークリーダウンロードランキング、マンスリーダウンロードランキングで1位を記録。
2022年10月26日、一般男性と結婚する予定であることが一部で報道された。11月1日、一般男性と結婚したことを所属事務所を通じて正式発表した。なお結婚より前にグラビアアイドルとしての活動は近年では行っておらず既に卒業したものとみられ、現在はタレント活動が中心である。
2023年5月16日、第1子を妊娠していることを自身のSNSを通じて報告した。10月4日、第1子となる男児を出産したことを自身のSNSを通じて報告した。

## 人物
キャッチコピーは「愛がいっぱい I カップ。」。左胸と右あごに、特徴的なホクロがある。自称「ド変態のドエロ」。
趣味特技は、料理（栄養士免許取得）と水泳（12年）、書道（五段）、マーチングバンド（スーザフォン）。特に水泳は、3歳からスイミングスクールで習っており、ジュニアオリンピック候補生だった。得意な種目は自由形。一方、球技は苦手。
2010年4月6日放送の『ロンドンハーツ 女芸人が選んだ この男の彼女になりたいGP』（テレビ朝日）では、『R-1グランプリ』への出場経験があることからお笑い芸人として投票に参加した。
近年では同事務所の菜々緒のブレイクを引き合いに出され、事務所の扱いの格差をおちょくられる事が多い。
同学年でもある矢口真里は親友。

## 作品

### 映像作品
- IMPULSE（2004年7月23日、イーネットフロンティア）
- YOU& I（2004年12月17日、竹書房）
- pure peach（2005年4月10日、イーネットフロンティア）
- EIGHT（2005年7月22日、レイフル）
- Deep Kiss 乙女…（2006年6月23日、ぶんか社）
- With you（2007年6月30日、ペイ・パー・ビュー・ジャパン）
- I がいっぱい（2007年3月23日、フォーサイド・ドット・コム）
- 癒しの女神（2007年9月28日、フォーサイド・ドット・コム）
- 日テレジェニック2008 手島優 Hot Lips（2008年9月26日、VAP）
- BIG LOVE（2009年8月28日、スパイスビジュアル）
- 優手島の〇〇な女（2010年1月28日、アドバンスエージェンシー）
- ユウ×ワク（2010年7月20日、ラインコミュニケーションズ）
- ナ・イ・ショ（2010年10月22日、イーネット フロンティア）
- てじーなう（2011年2月20日、ワニブックス）
- いけない?日常（2011年12月15日、ラインコミュニケーションズ）
- あなた好み（2011年12月15日、ラインコミュニケーションズ）
- お手付き（2015年9月18日、リバプール）

### 音楽
爆乳戦隊パイレンジャー名義などの作品はセクシー☆オールシスターズを参照。
- ダンシング乳房（2013年9月25日、プラチナム・パスポート）爆乳金（ゴールド）名義
- ハミ乳パパラッチ（2019年5月26日、オリコンミュージックストア）「NYouTuber」名義[32]

## 出演
爆乳戦隊パイレンジャー名義などの出演はセクシー☆オールシスターズを参照。

### テレビ番組

#### 情報・バラエティ
- Odds On TV! ダートチャンネル馬の子TIM（2006年7月 - 9月、グリーンチャンネル・（1））
- Odds On TV! ダートチャンネル馬の子TIM（2007年4月 - 6月、グリーンチャンネル・（2））
- パチンコ・パチスロ大冒険ジャンバリ〜黄金ホールに眠る秘宝〜（サンテレビ他）
- 音笑!MMM（2008年10月 - 2009年3月、読売テレビ） - MMMガールの一人としてレギュラー出演。
- 女神サーチ（2009年4月16日 - 2010年3月25日、TBS） - レギュラー
- ゴールドハウス（2009年、フジテレビ）
- 彦摩呂のB級グルメ天国（2009年6月 - 2012年3月、食と旅のフーディーズTV）
- あいまいナ!（2010年4月 - 、TBS） - セミレギュラー
- サンデージャポン（2010年4月 - TBS） - 準レギュラー
- P-1ゴールドラッシュ（2011年7月6日 - 、テレビ大阪）
- 資格☆はばたく（2011年8月、NHK教育） - 北澤豪と共に8月マンスリーゲスト
- みうらじゅんの信越ゆるキャラ運動会（2011年11月7日 - 12月5日、長野放送・NST） - 審査員
- とちぎ発!旅好き!（2012年4月 - 2019年3月とちぎテレビ他） - レギュラー

#### テレビドラマ
- 2ndハウス（テレビ東京ドラマ24） - 美幸 役
- 7万人探偵ニトベ 第2話（2009年12月18日、テレビ朝日） - キャバ嬢蘭=麻衣子 役
- うぬぼれ刑事 第5話（2010年8月6日、TBS） - 桜井遥 役
- FACE MAKER 第6話（2010年11月11日、読売テレビ） - 佳織 役
- 美咲ナンバーワン!!（2011年1月-3月、日本テレビ） - レイカ 役
- もっと熱いぞ!猫ヶ谷!!（2011年10月-12月、名古屋テレビ放送） - 井出ゆう 役
- 専業主婦探偵〜私はシャドウ 第7話 （2011年12月2日、TBS） - 渡辺美咲 役
- 撮らないで下さい!!グラビアアイドル裏物語（テレビ東京ドラマ24） - テジマユウ役
- 走馬灯株式会社 第2話（2012年7月23日、TBS） - 中田サヤカ 役
- 終電バイバイ 第6話 （2013年2月18日、TBS） - 大塚 役
- SMOKING GUN〜決定的証拠〜 第9話（2014年6月4日、フジテレビ） - 上村花梨 役
- 勇者ヨシヒコと導かれし七人 第2話（2016年10月15日、テレビ東京ドラマ24） - 美人ゾンビ（噛みの神の愛人）役
- さすらい温泉♨遠藤憲一 第10話（2019年3月20日、テレビ東京）[42] - 旅館の女将 役
- 癒されたい男 第12話（2019年6月27日、テレビ東京） - 婦人警察官 役

### CM
- JRA 京都競馬場
- ユニクロ 秋冬コレクション
- NTT フレッツ光ファイバー
- 三菱地所 エコクリーン
- アニメ グラップラー刃牙 （テレビ東京）
- SONY プレイステーション SINPLE Girls
- デルーサ・ザ・マックス イメージガール

### 映画
- アコークロー（2007年6月） - 亜子 役
- ダーク・ラブ 〜Rape〜（2008年3月） - 主演：内田楓 役
- お姉チャンバラ THE MOVIE vorteX（2009年） - 主演[43]：彩 役
- エイプリルフールズ（2015年4月1日） - 赤ん坊連れの女 役

### ラジオ番組
- STVラジオ・チャリティー・ミュージックソン（2008年12月24日 - 25日、STVラジオ）
- まだまだゴチャ・まぜっ!〜集まれヤンヤン〜 （2009年4月11日 - 2010年4月3日、MBSラジオ）
- ゴチャ・まぜっ!日曜日（また×3ゴチャ・まぜっ!）（2010年11月14日 - 、MBSラジオ）
- ALL外為ナビ!（2011年6月6日 - 2011年8月1日、ラジオNIKKEI）

### インターネット番組
- コイカツ　恋愛ノウハウトークライブvol.2（2011年4月8日、マシェリバラエティ マシェバラ）
- お願い! 宇宙人（2012年10月20日 - 12月28日、BeeTV）[44]
- 矢口真里の火曜The NIGHT（2018年1月10日、12月19日、AbemaTV）[45]
- 邪道だらけの夜の大運動会2018（2018年4月30日[46][47] - 、AbemaSPECIAL2）
- ゴッドタン×ドラエグ スペシャル動画・今ヤバイ！ モンスター芸能人No.1決定戦 後編（2020年3月23日、TVerなど） - カラッカラの男日照りモンスター[48]　※中村マネージャーとペアで出演
- カンニング竹山の土曜The NIGHT（2020年11月29日[49]、ABEMA）
- 居酒屋 納言の××だなっ‼（2021年11月19日、wallop）[50]

#### WEBドラマ
- 新聞記者（2022年1月13日配信、Netflix）- 梨香子 役

### 携帯サイト
- アイドルがイッパイ（アイパイ）

### ゲーム
- クロヒョウ 龍が如く新章（2010年9月22日発売）手島優 役  ― CG出演 共／星あや、中村アン[51]
- ドラゴンエッグ（2020年4月24日 - 5月17日、ルーデル）「手島優＆中村M」として登場。

### オリジナルビデオ
- スーパーマスクヒロイン ミネルバ YUUKI BITOH（2008年1月25日、ZENピクチャーズ） - 夏守美早妃 役
- スーパーマスクヒロイン ミネルバ MISAKI NATSUMORI（2008年2月8日、ZENピクチャーズ） - 夏守美早妃 役
- 爆乳戦隊パイレンジャー（2008年12月19日、エースデュース） - 紅葉 役
- 小悪魔蝶々（バタフライ）〜嬢王への道〜（2009年3月25日、GPミュージアムソフト）主演（恭子／ヒカル 役）
- レディースVSワルメン（2010年11月5日-クロックワークス）
- むこうぶち9 高レート裏麻雀列伝　麻将（2012年、オールインエンタテインメント）
- むこうぶち10 高レート裏麻雀列伝　裏ドラ（2012年、オールインエンタテインメント）
- むこうぶち11 高レート裏麻雀列伝 鉄砲玉（2014年、オールインエンタテインメント）
- むこうぶち12 高レート裏麻雀列伝 付け馬（2015年、オールインエンタテインメント）
- むこうぶち13 高レート裏麻雀列伝 壺（2017年、オールインエンタテインメント）
- むこうぶち14 高レート裏麻雀列伝 相方（2017年、オールインエンタテインメント）

### 舞台
- 山田ジャパン番外公演 東京ミーコ#1「いい嘘、悪い嘘」（2012年8月29日-9月2日、ウッディーシアター）

## 書籍

### 写真集
- Angel Fruits（2004年11月、彩文館出版、撮影：野川イサム）ISBN 978-4775600542
- Wild Venus（2009年1月、リイド社、撮影：土井一秀）ISBN 9784845835560
- Thank Yuu！（2010年8月27日、ワニブックス、撮影：藤本和典）ISBN 978-4847043000[52]
- tejima（2012年11月26日、講談社、撮影：井ノ元浩二）ISBN 978-4063649031

### 雑誌
- 講談社 週刊ヤングマガジン
- 集英社 ヤングジャンプ、プレイボーイ
- 小学館 ヤングサンデー
- アスキー 週刊アスキー
- 徳間書店アサヒ芸能

#### 連載
- リレーコラム 姫ゴコロ（『週刊実話』。3人の女性タレントがローテーションで担当。2010年12月2日号より）
- 栃木県足利市フリーマガジン『COMPANY?』